# سمكة التنين
سمكة التنين أو جِنَاح أو جَدَّادَة تتميز بزعانف صدرية مبهرجة وطويلة إلا أنها شرسة وسامة وتحتوي السم فيما يشبه الإبر في صف من الزعانف الظهرية يصل عددها إلى 18 وهي على الرغم من امتلاكها السم إلا أنها دفاعية تماما وتعتمد على التمويه وردات فعلها سريعة للغاية فتتمكن من اصطياد الفريسة وغالبا ما تكون السمك أو الروبيان
أي لسعة من سمك التنين يمكن أن تكون مؤلمة جدا وتسبب غثيان وصعوبات في التنفس لكنها لا تقتل إلا نادرا
طولها لا يزيد عن 40 سم وطولها المتوسط هو 30 سم وهو غذاء في بعض البلدان لكن قيمته تزداد أكثر عندما يتخذ للزينة ويمكنه العيش حتى 15 سنة ويصل وزنه إلى 1.2 كجم
ينتشر سمك التنين في الشعاب المرجانية والشقوق الصخرية في محيط العالم وله أسماء عديدة مثل :
- سمك الأسد
- السمك الرومي
- دجاجة البحر